# Galeria Sztuki im. Jana Tarasina w Kaliszu
Galeria Sztuki im. Jana Tarasina w Kaliszu – galeria sztuki współczesnej w Kaliszu, założona w 1977 przez Centralne Biuro Wystaw Artystycznych jako Biuro Wystaw Artystycznych w Kaliszu (BWA), od 1979 gromadzi zbiory własne, od 1989 samorządowa instytucja kultury m. Kalisza. 
W 2010 Biuru Wystaw Artystycznych w Kaliszu nadano imię Jana Tarasina i odtąd działa jako Galeria Sztuki im. Jana Tarasina w Kaliszu.